# Allan Maxam
Allan Maxam   (28 d'octubre de 1942) és un dels pioners de la genètica molecular conegut sobretot per ser un dels col·laboradors per al desenvolupament d'un mètode de seqüenciació d'ADN a la Universitat Harvard, mentre treballava com a estudiant al laboratori de Walter Gilbert.
Walter Gilbert i Allan Maxam van desenvolupar un mètode de seqüenciació d'ADN que combina els productes químics que tallen la síntesi de l'ADN només en les bases específiques amb marcatge radioactiu i transferència Southern per determinar la seqüència de segments llargs d'ADN.